# Битва при Лепанто (картина Веронезе)
Битва при Лепанто (итал. Allegoria della battaglia di Lepanto) — картина итальянского художника XVI века Паоло Веронезе, написанная предположительно в 1572 году. Картина в аллегорическом виде описывает морскую битву при Лепанто (1571), в которой флот Священной лиги одержал победу над флотом Османской империи.

## История создания картины
Самое крупное морское сражение XVI века, битва при Лепанто, случилось 7 октября 1571 и завершилось блистательной победой объединённого флота Священной лиги, в которую входили Венеция, Испания, Папское государство и многие другие европейские страны, над военными силами Османской империи. Поражение надолго отодвинуло претензии турок на мировое господство и развеяло миф об их непобедимости. Но для христианской Европы это была прежде всего победа над мусульманским Востоком, креста над полумесяцем. И для Венеции, страдавшей в течение многих веков от постоянных конфликтов с мусульманскими странами Средиземноморья, сражение имело огромное значение. Поэтому появление в венецианской живописи того времени многочисленных полотен на данную тему неудивительно. Победа изображалась художниками и в качестве самостоятельной исторической картины, и рассматривалась как аллегория, и служила фоном к портретам, а иногда присутствовала на полотнах опосредованно.
Веронезе написал картину для церкви Сан-Пьетро Мартире на острове Мурано. Художник предельно подробен в отношении флотов. На первый план он впускает немного водного пространства, заполняя до горизонта нижний пояс изображением судов, увиденных «с высоты птичьего полёта». Победа христианских сил изобразительно предрешена не только небесным заступничеством самого мощного, верхнего регистра композиции, который отведён «крупному плану» сцены с Мадонной и святыми, но и численным превосходством флагов и знамён воинства на частоколе мачт над полотнищами с полумесяцем. Несмотря на камерный размер, работа производит впечатление монументального произведения и является одним из самых известных изображений легендарной битвы.

## Судьба картины
В 1812 году картина попала в венецианский музей «Галерея Академии». Дата последней реставрации картины — 1983 год.